# Josie Bissett
Josie Bissett (Seattle, 5 de outubro de 1970) é uma atriz americana.

## Biografia
Josie nasceu em Seattle, Washington. Sua primeira aparição em frente a uma câmera foi aos 12 anos de idade como modelo de anúncios comerciais na televisão. Aos 16, ela deixou a família e mudou-se para o Japão para continuar sua carreira, porém foi para Hollywood aos 17 para tornar a sua marca.
Ela logo pegou o papel de Cara em The Hogan Family, série pelo qual ela passou duas temporadas. Depois de dois anos após ter regressado a Los Angeles, fez parte do elenco da novela Melrose Place. Nos últimos anos, ela teve várias oportunidades para participar como personagem principal em filmes, como: Dare to Love, Baby Monitor: Sound of Fear, I Do They Don't, Gimmie The Truith e The Facts. Teve várias aparições na famosa série Law and Order e na The Secret Life of the American Teenager.
Além de atriz, é garota-propaganda de marcas famosas, como da Neutrogena.

## Vida Pessoal
Ela casou-se com o ator Rob Estes em 1992, mas se divorciaram em 2006. Eles tiveram duas crianças juntos, Mason Tru (nascido em 21 de julho de 1999) e Maya Rose (nascida em 14 de abril de 2002). Ela atualmente reside em Seattle.

## Filmografia

### Filmes
- Fear in the Dark (1989) ... Daniela Foster
- Hitcher In The Dark (1989) ... Tiffany
- Book of Love (1990) ... Sophie Armstrong
- No Going Back (1990) ... Steph
- The Doors (1991) ... Casey Scott
- I Posed for Playboy (1991) ... Claire
- Halfway House (1992) ... Debbera "Debbie" Sutherland
- Lies, Or Things That Arnt True (1992) ... Cindy Kunningham
- Secrets (1992) ... Gabby Smith
- Mikey (1992) ... Jesse Owens
- All American Murder (1993) ... Tally Fuller
- Deadly Vows (1994) ... Bobby Gilbert Weston
- Hot and Steamy (1995) ... Leanne
- Dare to Love (1996) ... Jessica Wells
- Baby Monitor: Sound of Fear (1998) ... Ann Lenz
- Man-Child (2000) ... Donna Goodwhin
- I Do They Dont (2005) ... Carrie Lewalyon
- The Other Woman (2005) ... Haylie
- Call of the Doggs (2005) ... Tammy Crustrissna
- Gimmie The Truith (2005) ... Holly
- The Facts (2005) ... Lynnette America
- Obituary (2006) ... Tiffany Leagal

### Televisão
- Doogie Howser (1989-1990) ... Crista Benson (10 episódios)
- Quantum Leap (1990) ... Becky (4 episódios)
- The Hogan Family (1990-1992) ... Nikki Black (44 episódios)
- Valerie (1990-1992) ... Cara (40 episódios)
- Parker Lewis Can't Lose (1991) ... Sarah (2 episódios)
- P.S.I Love You (1992) ... Diane Peters (4 episódios)
- Burkes Law (1992) ... Connie O'neal (1 episódio)
- Melrose Place (1992-1997, 1998-1999) ... Jane Mancini (172 episódios)
- Law and Order (2001-2004) ... Bianca Spellman (63 episódios)
- The Secret Life of the American Teenager (2008-) ... Kathleen Bowman (22 episódios)
- Joy Fielding's The other woman (2008-) ... Jill Plumley
- Melrose Place (2009) ... Jane Mancini